# 急性白血病
急性白血病（acute leukemia 或 acute leukaemia），是白血病的一种临床分类，特征是不成熟白细胞剧增，恶性细胞的剧增和扩散，包括：
- 急性骨髓性白血病
  - 急性红白血病
- 急性淋巴性白血病
  - 成人T细胞急性淋巴细胞白血病
    - 成人T细胞白血病淋巴瘤
    - 前T细胞急性淋巴母细胞白血病
- 慢性粒细胞性白血病急性发作